# Rezerva internațională
Rezervele internaționale (numite și rezerve valutare, sau după abrevierea din engleză forex) sunt numerare și alte active de rezervă, cum ar fi aurul, deținute de o bancă centrală sau altă autoritate monetară, care sunt disponibile în principal pentru balanța plăților din țară, care influențează cursul valutar al monedei sale și care menține încrederea în piețele financiare. Rezervele sunt deținute într-una sau mai multe valute de rezervă, în prezent în mare parte dolarul american și, într-o măsură mai mică, euroul.